# جایزه بزرگ آلمان ۱۹۶۲
جایزه بزرگ آلمان ۱۹۶۲ (انگلیسی: ‎1962 German Grand Prix‎) یک مسابقهٔ موتوری در رشتهٔ اتومبیل‌رانی فرمول یک بود که در تاریخ ۵ اوت ۱۹۶۲ در نوربورگ‌رینگ واقع در نوربورگ، آلمان غربی برگزار شد. این گراند پری در میان ۹ گراند پری در فصل ۱۹۶۲، مسابقهٔ شمارهٔ ۶ بود.
در این مسابقه که در ۱۵ دور و به مسافت ۳۴۲٫۱۵۰ کیلومتر (۲۱۲٫۶۰۲ مایل) برگزار شد، پول پوزیشن توسط دن گرنی کسب شد و سریع‌ترین زمان برای طی یک دور پیست که برابر با ۱۰:۱۲٫۲ بود نیز توسط گراهام هیل به ثبت رسید.
گراهام هیل از تیم بی‌آرام، جان سرتیز از تیم لولا-کلیمکس و دن گرنی از تیم پورشه به‌ترتیب مقام‌های اول تا سوم مسابقه را کسب کردند.

## رده‌بندی قهرمانی پس از مسابقه
|       | جایگاه | راننده      | امتیاز |
| ----- | ------ | ----------- | ------ |
|       | ۱      | گراهام هیل  | ۲۸     |
|       | ۲      | جیم کلارک   | ۲۱     |
| ۲     | ۳      | جان سرتیز   | ۱۹     |
| ۱     | ۴      | بروس مک‌لارن | ۱۸     |
| ۱     | ۵      | فیل هیل     | ۱۴     |
| منبع: |        |             |        |

|       | جایگاه | سازنده       | امتیاز  |
| ----- | ------ | ------------ | ------- |
| ۱     | ۱      | بی‌آرام       | ۳۱ (۳۲) |
| ۱     | ۲      | لوتوس-کلیمکس | ۲۷      |
|       | ۳      | کوپر-کلیمکس  | ۲۳      |
| ۱     | ۴      | لولا-کلیمکس  | ۱۹      |
| ۱     | ۵      | پورشه        | ۱۶      |
| منبع: |        |              |         |

یادداشت
- تنها پنج جایگاه نخست از هر رده‌بندی نمایش داده شده‌است.